# Philippe Sarre
Pour les articles homonymes, voir Sarre.
Philippe Léon André Sarre, né le 15 septembre 1951 à Neuilly-sur-Seine, est un homme politique français, membre du Parti socialiste. Il est maire de Colombes de mars 2008 à avril 2014 et, de 2012 à 2015, premier secrétaire de la fédération des Hauts-de-Seine du PS et membre du conseil national et du bureau national de ce parti.

## Biographie

### Carrière professionnelle
Il est d'abord instituteur à Nanterre avant de devenir directeur d'école à Colombes en 1990. Dans son cadre professionnel, il milite au sein du syndicat SGEN-CFDT. Il adhère au PS en 1991.

### Parcours politique
En 1995, il est élu conseiller municipal à Colombes et devient adjoint chargé de l'enfance au sein de l'équipe menée par le maire communiste Dominique Frelaut.
En 2001, la droite emporte la ville, Nicole Goueta devient maire et Philippe Sarre siège dans l'opposition.

#### De 2004 à 2008: conseiller général
En 2004, il est élu conseiller général des Hauts-de-Seine, dans le canton de Colombes-Nord-Ouest. Il y suit plus particulièrement les dossiers relatifs au sport et à la jeunesse, à l'éducation, à la politique de la ville et au logement,.
En 2007, il est candidat aux élections législatives dans la première circonscription des Hauts-de-Seine.

#### En 2008: maire de Colombes
En mars 2008, il est tête de liste d'une équipe d'union de la gauche (PCF-PS-verts-PRG-MRC). Il remporte les élections municipales, avec le score de 53,6 %, contre la liste de droite / UMP menée par Nicole Goueta, sur laquelle figurait également la secrétaire d'État aux droits de l'homme Rama Yade. Celle-ci déclare après sa défaite : « C'est la démocratie, c'est comme ça ».
Dès le début de son mandat de maire, il prend sa retraite de l'Éducation nationale afin d'être disponible pour ses nouvelles responsabilités. Opposé au cumul des mandats, il démissionne le 10 décembre 2008 de son poste de conseiller général,, ce qui donne lieu à la tenue, les 8 et 15 mars 2009, d'une élection partielle remportée par le socialiste Bernard Lucas. 
Il gère les affaires municipales à la tête d'un conseil composé de 48 élus. Il suit de manière directe les questions de sécurité et de communication.
En 2010, il intègre le nouveau bureau de Paris métropole, un syndicat mixte d'études où, jusque-là, il siégeait au sein de la commission sur le logement et avait travaillé sur l'habitat indigne,. Il se charge des questions de la ville et de l'urbanisme.
L'année suivante, il engage une procédure administrative auprès de la commission de révision des listes électorales : selon lui, Rama Yade, élue en 2008 au conseil municipal de la ville, n'a pas respecté le code électoral et a falsifié sa réelle domiciliation. Celle-ci réplique en portant plainte contre le maire pour « dénonciation calomnieuse », affirmant qu'elle a deux logements du fait de son engagement à la fois local et national. Elle se retrouvera rayée des listes électorales et soumise à une enquête préliminaire consécutive au signalement du maire. En novembre 2012, elle est condamnée à verser 2 000 euros au maire à la suite de propos laissant entendre que des « agents municipaux » avaient été forcés d'exercer sur elle une « surveillance politique ». De même, le mois suivant, l'ancienne secrétaire d'État est condamnée à verser à Philippe Sarre 4 000 euros de dommages et intérêts pour l'avoir accusé de « fraudes électorales massives »,.
La gestion municipale de Philippe Sarre a été marquée par la diffusion sur l'internet des conseils municipaux, la suppression des armes à feu de la police municipale et la réorganisation de ce corps, la création de deux postes de police, l'extension de la zone de sécurité prioritaire (ZSP) au quartier de Petit-Colombes, la proposition d'expulser des logements sociaux les familles liées au trafic de drogue, l'obtention de la fermeture d'un lieu de culte insalubre et hors des normes de sécurité,, l'augmentation du nombre de rues à stationnement payant. Ses efforts en vue de faire venir la Fédération française de handball au stade olympique Yves-du-Manoir n'ont pas abouti ainsi que ses demandes d'enfouissement de l'autoroute A86 et de réappropriation des berges de la Seine par les Colombiens. 
En novembre 2012, Phiippe Sarre devient premier secrétaire de la fédération des Hauts-de-Seine du Parti socialiste avec 49,43 % des suffrages au premier tour et désistement de Jean-André Lasserre,. Il entre au conseil national et au bureau national du PS.

#### En 2014: défaite devant Nicole Goueta
En mars 2014, l'ancien maire Nicole Goueta remporte les élections municipales à Colombes avec 52,37% des voix,, et reprend la ville qu'elle avait perdue six ans auparavant.
Depuis, Philippe Sarre préside le groupe socialiste au conseil municipal et a « quelques fonctions » au niveau départemental. « Le temps libéré me permet de me consacrer davantage à la fédération socialiste, au conseil et au bureau national du PS », déclare-t-il.
Le 2 juin 2015, il annonce qu'il n'est pas candidat à sa succession comme premier secrétaire de la fédération du PS des Hauts-de-Seine.

## Vie privée
Philippe Sarre est marié et père de deux enfants.

## Distinction
- Chevalier des Palmes académiques[réf. nécessaire].

Le 12 juillet 2013,, il est nommé chevalier de la Légion d'honneur sur le contingent du ministère de l'Intérieur.

## Publications
- Nous avons demandé que l'A86 soit enfouie pour rendre nos berges accessibles, Au fil de la Seine, No 42, 2011, p. 24-25.
- Le handball renonce à Yves-du-Manoir, dans Mosaïque, le journal de la ville de Colombes, mai 2013, p. 3.